# Pitogo (Zamboanga del Sur)
Pitogo è una municipalità di quinta classe delle Filippine, situata nella Provincia di Zamboanga del Sur, nella regione della Penisola di Zamboanga.
La municipalità è stata creata nel 1978 con parte del territorio della municipalità di Dimataling.
Pitogo è formata da 15 baranggay:
- Balabawan
- Balong-balong
- Colojo
- Liasan
- Liguac
- Limbayan
- Lower Paniki-an
- Matin-ao
- Panubigan
- Poblacion (Pitogo)
- Punta Flecha
- San Isidro
- Sugbay Dos
- Tongao
- Upper Paniki-an